# Adhesive
Adhesive és un grup suec de hardcore melòdic originari de Katrineholm que va estar actiu entre 1994 i 2002. El 2017, el grup va tornar als escenaris per a tocar en concerts solidaris.
Posteriorment, els membres de la banda formaren part de grups com We Live In Trenches, The Typewriter Romantics, Haveri, The Indecision Alarm, The New Mess, Straitjacket Generation i Dia Psalma

## Membres
- Robert Samsonowitz - Bateria
- Micke Claesson - Veu i guitarra
- Geir Pedersen - Veu i baix
- Mathias Andersson - Guitarra i veu (Mathias fou reemplaçat per Pontus Bednarz)

## Discografia

### Àlbums
- Sideburner (Ampersand, 1996)[3]
- From Left to Right (Ampersand, 1998)
- We Got the Beat (Ampersand, 2000)

### EP
- Yoghurt (Brööl Records, 1995)
- On a Pedestal (Ampersand, 1996)
- Prefab Life (Ampersand, 1998)

### Split
No Better, No Worse (disc compartit amb Pridebowl, Bad Taste Records, 1998)

### Maqueta
Thrust & Burn (autoproduït, 1994)